# تشغيل ذاتي

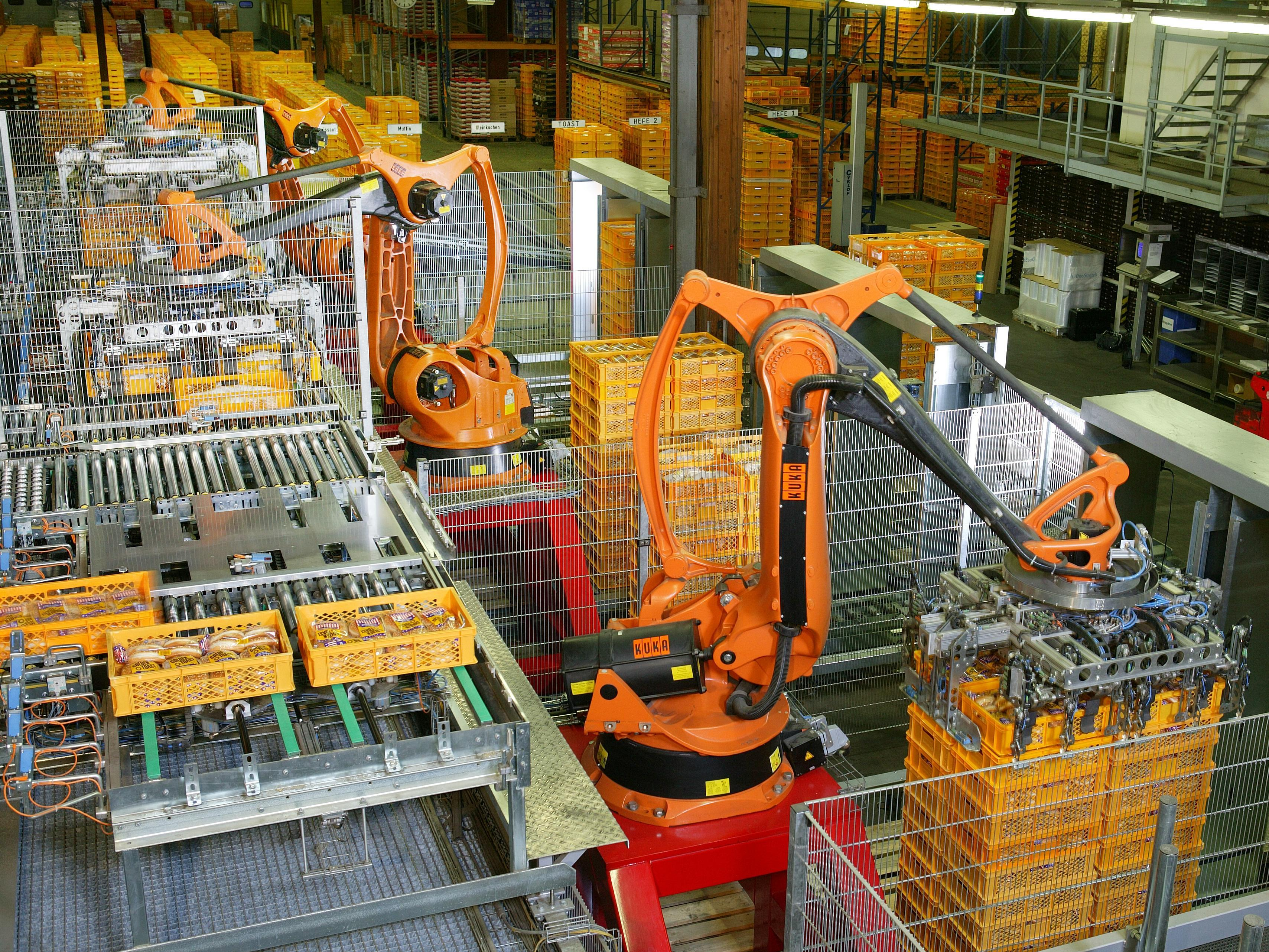
روبوتات تعمل ذاتياً بمعمل وهي مثال على الأتمتة

التشغيل الذاتي أو التَشْغِيلٌ الآلِيٌّ أو الأَتْمَتَةٌ (مصطلح مُعَرَّب) أو التَلْقَنَةٌ أو الأوتوماتية (بالإنجليزية: Automation)‏ هو مصطلح مستحدث يطلق على كل شيء يعمل ذاتيًا بدون تدخل بشري فيمكن تسمية الصناعة الآلية بالأتمتة الصناعية مثلًا. وهي تعني حتى في أتمتة الأعمال الإدارية، وأتمتة البث التلفزيوني. وهي عملية تهدف إلى جعل المعامل أكثر اعتمادًا على الالآت بدلًا من الإنسان. يعتبر التشغيل الآلي نوع من أنواع الروبوت لكنها ما زالت بحاجة إلى الإنسان لتكملة عملها. تهدف الأتمتة إلى زيادة الإنتاج حيث تستطيع الآلة العمل بسرعة ودقة أكبر من الإنسان ووقت أقل بمئات المرات. ففي السابق برغم وجود الآلات لكنها كانت تحتاج إلى وقت طويل للإنتاج، وكذلك الإنتاج لم يكن بالدقة المطلوبة على يد الإنسان. كذلك يمكن للإنسان العامل أن يمرض ويغيب عن العمل، ولكن الآلة تعمل ولا تمرض، ولا تأخذ أجازات.
تستخدم أحيانا لفظتي الميكنة أو المكننة (بالإنجليزية: Mechanization)‏ للحديث عن الأتمتة أيضاً، والمكننة لغويًا مشتقة من كلمة «ماكنة/ ماكينة» اللاتينية وتعني بالعربية: الآلة. أما دلاليًا فمعناها: إدخال الآلة في العمل وتحويله من عمل يدوي إلى آلي. ويقابل مكننة بالعربية: تأليل. لكن، تختلف الأتمتة أو التشغيل الذاتي عن المكننة بأن التشغيل الذاتي يرتبط باستخدام الإلكترونيات لأداء المهام بينما يرتبط مصطلح المكننة باستخدام الآلات لتوفير الجهد البشري والوقت.
تتكون الآلة المؤتمتة من ثلاثة أجزاء:
1- الآلة (أو الماكينة)
2- الجهاز المتحكم (حاسوب)،
3- برنامج مكتوب بلغة برمجية معينة بحيث يفهمها الحاسوب ويترجمها إلى عمل على القطعة، مثل عمليات الحفر والصبغ أو التقطيع... إلخ.

## وصف الأتمتة
الأتمتة هي استخدام الحاسوب والأجهزة المبنية على المعالجات أو المتحكمات والبرمجيات في مختلف القطاعات الصناعية والتجارية والخدمية من أجل تأمين سير الإجراءات والأعمال بشكل آلي دقيق وسليم وبأقل خطأ ممكن. الأتمتة هي فن جعل الإجراءات والآلات تسير وتعمل بشكل تلقائي.
ومؤخرًا باستخدام المعالجات الصغرية (PLC)، لعبت البرمجيات دورًا كبيرًا في تطور هندسة الأتمتة تطورًا سريعًا ولا زالت الأتمتة حتى هذه اللحظة لا تتوانى باستخدام كل ما هو جديد التقنيات والمعلوماتية من أجل تحسين أدائها وتطوير إمكاناتها.
المصطلح (N.C & CNC): التحكم الرقمي Numerical Control والتحكم الرقمي بالحاسوب Computer Numerical Controlهو نوع من أنواع الأتمتة البرمجية للمكائن، حيث يقوم المسيطرController بإرسال تعليمات Instructions إلى الجزء الذي يقوم بالعمل (الماكنة) Work Part) job) للقيام بعمليات التصنيع. ويتكون من الأجزاء الرئيسية التي ذكرناها سابقا حيث تحتوي المعلومات البرمجية على كافة الخطوات التي يجب على الماكنة القيام بها، وغالبًا تخزن هذه المعلومات على شريط مثقب Punched Tape. والمسيطر Controller يحتوي على الماديات Hardware اللازمة لقراءة المحتوى البرمجي المخزن على الشريط المثقب سابقًا، ويتكون من قارئ للشريط Tape Reader وذاكرة مؤقتة Data Buffer بالإضافة إلى مخرج للإشارة Signal Output، حيث تخرج المعلومات من مخرج الإشارة إلى الماكنة والتي بدورها تقوم بعمليات القطع والتفريز واللحام والثقب والصبغ... إلخ. أما النوع الثاني C.N.C فيعمل بشكل مشابه إلى النوع الأول إلا أن المسيطر يكون عبارة عن كومبيوتر صغير.Micro Computer

## متطلبات صناعية وتعليمية
تتطلب نظم التحكم الحالية مستوى عالٍ من الإمكانات الهندسية، لمقابلة متطلبات التقنيات الحديثة والضغوط الاقتصادية. ويشمل للتحكم الصناعي طيف من الخدمات بداية من التصميم الأولي حتى التطبيق الهندسي المتكامل. وتشمل مجالات التخصص: الأتمتة والتحكم والحلول البرمجية بما يتضمن: الدراسات والاستشارات الهندسية بمجالات الأتمتة، خاصـّـة ً تصميم جهاز التحكم المنطقي القابل للبرمجة (programmable logic controller)، المختزل PLC، وممارسته بتصميم الخطط التوصيلية المقصودة لأتمتة المعتدات؛ تصميم وتصنيع لوحات التحكم، تصميم وبرمجة التطبيقات والتجهيزات الدقيقة من قياسات التدفق والضغط والمستوى والحرارة الخ...سكادا (SCADA) وبرمجة التحكم بالتكييف والإنارة، التصميم الفني، العواكس وأتمتة قياس الخزانات، برمجة وتطبيقات الإنترنت والبرمجة.

## محاسن ومساوئ الأتمتة
في البداية المحاسن:
• زيادة الإنتاج.
• زيادة الدقة.
• تحسين المتانة.
المساوئ:
• التهديدات الأمنية، صحيح أنَّ الأتمتة هي نظام فعال لكنها محدودة الذكاء.
• تكاليف التطوير مفرطة وكبيرة للغاية.

## التطبيقات الحاسوبية
من بين التطبيقات الحاسبية المهمة في عملية التصنيع بالحاسوب هو التطبيق (CAD/CAM) أي التصميم والتصنيع بواسطة الحاسوب Computer Aided Design/Computer Aided Manufacturing، حيث يوفر التطبيق بيئة رائعة للتصاميم الهندسية مع إمكانية تغيير الأبعاد أو أية أخطاء قد توجد في التصميم بسهولة مع إمكانية إجراء نسخ عديدة على التصميم وسهولة حفظها وتكوين قاعدة بيانات Data Base خاصة بالقطعة المصممة تحتوي على كافة المعلومات الهندسية عن القطعة ثم ترسل إلى برنامج التصنيع CAM ليقوم بدوره بعمل سيطرة تامة على عملية التصنيع لتخرج القطعة كما كان مخططًا لها بالضبط.
عن طريق عملية المحاكاة Simulation يمكننا معرفة الكثير من الأخطاء ونقاط الضعف في التصميم قبل أن يتم إنتاجه فعليًا من المادة الخام، كما يمكن إجراء عملية تصنيع مماثلة للقطعة على عينة من مادة أخرى مثل البلاستيك لمعرفة المزيد من الأخطاء وبالتالي إعادة تصميم الجزء الذي يسبب الخلل. بعد خلو العينة من العيوب يمكن حينئذ المباشرة بالإنتاج الفعلي.